# DDR-Meisterschaften im Turnen 1981
Die DDR-Meisterschaften im Turnen wurden 1981 zum 32. Mal ausgetragen und fanden vom 15. bis 19. September in der Stadthalle Cottbus statt. Im Mehrkampf sicherten sich Roland Brückner und Maxi Gnauck beide vom SC Dynamo Berlin den Titel. Für Brückner war es bereits sein sechster Titel in Folge.

## Männer
Mehrkampfprogramm der 31 Turner: 15. September Pflicht, 16. September Kür und 17. September Mehrkampffinale

### Mehrkampf
Roland Brückner der seit dem Pflichtprogramm in Führung lag, sicherte sich dann im Mehrkampffinale seinen sechsten Titel in Folge. Damit überholte er Klaus Köste, der es zwischen 1968 und 1972 auf fünf Mehrkampftitel in Reihenfolge schaffte. Brückners Vereinskameraden Michael und Jürgen Nikolay sicherten den dreifachen Dynamo-Erfolg.
| Pl. | Name               | Verein           | Punkte  |
| --- | ------------------ | ---------------- | ------- |
| 1   | Roland Brückner    | SC Dynamo Berlin | 113,225 |
| 2   | Michael Nikolay    | SC Dynamo Berlin | 112,575 |
| 3   | Jürgen Nikolay     | SC Dynamo Berlin | 111,925 |
| 4   | Ralf-Peter Hemmann | SC DHfK Leipzig  | 111,100 |
| 5   | Andreas Bronst     | SC DHfK Leipzig  | 111,075 |
| 5   | Ulf Hoffmann       | SC Dynamo Berlin | 111,075 |

### Gerätefinals
Datum: 19. September

Mehrkampfmeister Roland Brückner verteidigte seinen Titel am Boden und teilte sich mit Michael Nikolay den Titel am Barren. Nikolay errang am Reck noch einen zweiten Titel, den er sich diesmal mit seinem Zwillingsbruder und Titelverteidiger Jürgen Nikolay teilen musste. Die anderen Titel sicherten sich Frank Bouchard am Pauschenpferd, Ralf-Peter Hemmann an den Ringen und Uwe Kopp im Sprung. Der 18-jährige Jens Fischer eroberte als Zweiter im Sprung, die erste Turnmedaille für den SC Cottbus.

#### Boden
| Pl. | Name               | Verein           | Punkte |
| --- | ------------------ | ---------------- | ------ |
| 1   | Roland Brückner    | SC Dynamo Berlin | 19,100 |
| 2   | Hubert Brylok      | SC Chemie Halle  | 18,925 |
| 3   | Ulf Hoffmann       | SC Dynamo Berlin | 18,750 |
| 3   | Andreas Eichelbaum | SC Dynamo Berlin | 18,750 |
| 5   | Jens Fischer       | SC Cottbus       | 18,700 |
| 6   | Jürgen Nikolay     | SC Dynamo Berlin | 18,500 |
| 7   | Lutz Hoffmann      | SC Dynamo Berlin | 18,400 |
| 8   | Ralf-Peter Hemmann | SC DHfK Leipzig  | 18,200 |

#### Pauschenpferd
| Pl. | Name            | Verein               | Punkte |
| --- | --------------- | -------------------- | ------ |
| 1   | Frank Bouchard  | SC DHfK Leipzig      | 18,950 |
| 2   | Roland Brückner | SC Dynamo Berlin     | 18,875 |
| 3   | Ralf Quast      | ASK Vorwärts Potsdam | 18,750 |
| 4   | Michael Nikolay | SC Dynamo Berlin     | 18,650 |
| 5   | Jürgen Nikolay  | SC Dynamo Berlin     | 18,550 |
| 6   | Bernd Jensch    | ASK Vorwärts Potsdam | 18,175 |
| 7   | Lutz Hoffmann   | SC Dynamo Berlin     | 18,000 |
| 8   | Krüger          | ASK Vorwärts Potsdam | 17,175 |

#### Ringe
| Pl. | Name               | Verein           | Punkte |
| --- | ------------------ | ---------------- | ------ |
| 1   | Ralf-Peter Hemmann | SC DHfK Leipzig  | 19,025 |
| 2   | Andreas Hirsch     | SC Dynamo Berlin | 19,000 |
| 3   | Roland Brückner    | SC Dynamo Berlin | 18,725 |
| 4   | Hubert Brylok      | SC Chemie Halle  | 18,700 |
| 5   | Jens Fischer       | SC Cottbus       | 18,575 |
| 6   | Jürgen Nikolay     | SC Dynamo Berlin | 18,550 |
| 6   | Michael Nikolay    | SC Dynamo Berlin | 18,550 |
| 8   | Lutz Hoffmann      | SC Dynamo Berlin | 18,525 |

#### Sprung
| Pl. | Name               | Verein           | Punkte |
| --- | ------------------ | ---------------- | ------ |
| 1   | Uwe Kopp           | SC Chemie Halle  | 18,875 |
| 2   | Jens Fischer       | SC Cottbus       | 18,825 |
| 3   | Roland Brückner    | SC Dynamo Berlin | 18,800 |
| 3   | Hubert Brylok      | SC Chemie Halle  | 18,800 |
| 5   | Ralf-Peter Hemmann | SC DHfK Leipzig  | 18,775 |
| 6   | Lutz Hoffmann      | SC Dynamo Berlin | 18,650 |
| 7   | Michael Nikolay    | SC Dynamo Berlin | 18,625 |
| 8   | Frank Bouchard     | SC DHfK Leipzig  | 18,525 |

#### Barren
| Pl. | Name               | Verein               | Punkte |
| --- | ------------------ | -------------------- | ------ |
| 1   | Michael Nikolay    | SC Dynamo Berlin     | 18,825 |
| 1   | Roland Brückner    | SC Dynamo Berlin     | 18,825 |
| 3   | Jürgen Nikolay     | SC Dynamo Berlin     | 18,600 |
| 4   | Hubert Brylok      | SC Chemie Halle      | 18,275 |
| 5   | Bernd Jensch       | ASK Vorwärts Potsdam | 18,200 |
| 6   | Ralf-Peter Hemmann | SC DHfK Leipzig      | 18,100 |
| 6   | Ulf Hoffmann       | SC Dynamo Berlin     | 18,100 |
| 8   | Jens Fischer       | SC Cottbus           | 18,000 |

#### Reck
| Pl. | Name               | Verein               | Punkte |
| --- | ------------------ | -------------------- | ------ |
| 1   | Michael Nikolay    | SC Dynamo Berlin     | 19,300 |
| 1   | Jürgen Nikolay     | SC Dynamo Berlin     | 19,300 |
| 3   | Lutz Hoffmann      | SC Dynamo Berlin     | 18,850 |
| 4   | Bernd Jensch       | ASK Vorwärts Potsdam | 18,825 |
| 5   | Roland Brückner    | SC Dynamo Berlin     | 18,800 |
| 6   | Ulf Hoffmann       | SC Dynamo Berlin     | 18,750 |
| 7   | Ralf-Peter Hemmann | SC DHfK Leipzig      | 18,400 |
| 8   | Hubert Brylok      | SC Chemie Halle      | 18,050 |

## Frauen
Mehrkampfprogramm: 15. September Pflicht, 16. September Kür und 1_. September Mehrkampffinale

### Mehrkampf
Die Berlinerin Maxi Gnauck, die bereits nach Pflicht und Kür in Führung lag, sicherte sich dann im Mehrkampffinale souverän ihren ersten Mehrkampftitel vor Birgit Senff aus Leipzig und Annett Lindner aus Halle.
| Pl. | Name            | Verein                    | Punkte |
| --- | --------------- | ------------------------- | ------ |
| 1   | Maxi Gnauck     | SC Dynamo Berlin          | 78,300 |
| 2   | Birgit Senff    | SC Leipzig                | 76,475 |
| 3   | Annett Lindner  | SC Chemie Halle           | 75,400 |
| 4   | Steffi Kräker   | SC Leipzig                | 75,325 |
| 5   | Kerstin Jacobs  | SC Chemie Halle           | 73,250 |
| 6   | Annette Lehmann | ASK Vorwärts Frankfurt/O. | 72,775 |

### Gerätefinals
Datum: 19. September

Nach dem Sieg im Mehrkampf sicherte sich Maxi Gnauck noch die Titel am Stufenbarren und am Boden, wo sie jeweils die Höchstnote 10 bekam. Die beiden anderen Titel im Sprung und am Schwebebalken sicherten sich die Leipzigerinnen Birgit Senff und Steffi Kräker.

#### Sprung
| Pl. | Name            | Verein                    | Punkte |
| --- | --------------- | ------------------------- | ------ |
| 1   | Birgit Senff    | SC Leipzig                | 19,725 |
| 2   | Maxi Gnauck     | SC Dynamo Berlin          | 19,650 |
| 3   | Steffi Kräker   | SC Leipzig                | 18,200 |
| 4   | Annett Lindner  | SC Chemie Halle           | 17,700 |
| 5   | Annette Lehmann | ASK Vorwärts Frankfurt/O. | 17,650 |
| 6   | Kerstin Jacobs  | SC Chemie Halle           | 17,275 |

#### Stufenbarren
| Pl. | Name            | Verein                    | Punkte |
| --- | --------------- | ------------------------- | ------ |
| 1   | Maxi Gnauck     | SC Dynamo Berlin          | 19,575 |
| 2   | Birgit Senff    | SC Leipzig                | 19,425 |
| 3   | Kerstin Klotzek | ASK Vorwärts Frankfurt/O. | 18,775 |
| 4   | Steffi Kräker   | SC Leipzig                | 18,475 |
| 4   | Annett Lindner  | SC Chemie Halle           | 18,475 |
| 6   | Katrin Kaminski | SC Dynamo Berlin          | 18,150 |

#### Schwebebalken
| Pl. | Name            | Verein                    | Punkte |
| --- | --------------- | ------------------------- | ------ |
| 1   | Steffi Kräker   | SC Leipzig                | 19,150 |
| 2   | Annett Lindner  | SC Chemie Halle           | 18,600 |
| 2   | Maxi Gnauck     | SC Dynamo Berlin          | 18,600 |
| 4   | Kerstin Jacobs  | SC Chemie Halle           | 18,525 |
| 5   | Birgit Senff    | SC Leipzig                | 18,475 |
| 6   | Annette Lehmann | ASK Vorwärts Frankfurt/O. | 18,250 |
| 7   | Katrin Kaminski | SC Dynamo Berlin          | 18,150 |

#### Boden
| Pl. | Name            | Verein                    | Punkte |
| --- | --------------- | ------------------------- | ------ |
| 1   | Maxi Gnauck     | SC Dynamo Berlin          | 19,925 |
| 2   | Birgit Senff    | SC Leipzig                | 19,525 |
| 3   | Annett Lindner  | SC Chemie Halle           | 19,225 |
| 4   | Steffi Kräker   | SC Leipzig                | 18,950 |
| 5   | Kerstin Jacobs  | SC Chemie Halle           | 18,650 |
| 6   | Katrin Kaminski | SC Dynamo Berlin          | 18,500 |
| 7   | Annette Lehmann | ASK Vorwärts Frankfurt/O. | 18,425 |

## Medaillenspiegel
| Platz | Verein                             | Verein                    | Gold | Silber | Bronze | Total |
| ----- | ---------------------------------- | ------------------------- | ---- | ------ | ------ | ----- |
| 1     | Logo vom SC Dynamo Berlin          | SC Dynamo Berlin          | 9    | 5      | 7      | 21    |
| 2     | Logo vom SC Leipzig                | SC Leipzig                | 2    | 3      | 1      | 6     |
| 3     |                                    | SC DHfK Leipzig           | 2    | –      | –      | 2     |
| 4     | Logo vom SC Chemie Halle           | SC Chemie Halle           | 1    | 2      | 3      | 6     |
| 5     | Logo vom SC Cottbus                | SC Cottbus                | –    | 1      | –      | 1     |
| 6     | Logo vom ASK Vorwärts Potsdam      | ASK Vorwärts Potsdam      | –    | –      | 1      | 1     |
| 6     | Logo vom ASK Vorwärts Frankfurt/O. | ASK Vorwärts Frankfurt/O. | –    | –      | 1      | 1     |
|       | Total                              | Total                     | 14   | 11     | 13     | 38    |